# Juno Temple
Juno Violet Temple (London, 1989. július 21. –) BAFTA-díjas angol színésznő. 
Filmszereplései közé tartozik a Vágy és vezeklés (2007), A másik Boleyn lány (2008), a Vadócka (2008), a Gyilkos Joe (2011), A három testőr (2011), a Délután is jó! (2013), a Demóna (2014) és a Fekete mise (2015). 2013-ban neki ítélték oda a Brit Film- és Televíziós Akadémia Rising Star Award kitüntetését.
Főszerepeket alakított a Bakelit, az Aljas John és a Ted Lasso című televíziós sorozatokban. 

## Fiatalkora
1989. július 21-én született London Hammersmith kerületében, Amanda Pirie filmproducer és Julien Temple filmrendező lányaként. Két öccse van, Leo és Felix. Nagynénje, Nina Temple volt Nagy-Britannia Kommunista Pártjának utolsó főtitkára. A somerseti Tauntonban nőtt fel, ahol az Enmore Primary Schoolba, később a Bedales Schoolba járt, majd visszatért Tauntonba, hogy a King's College-ban végezze el tanulmányait.

## Magánélete
Temple 2013 és 2016 között kapcsolatban élt Michael Angarano amerikai színésszel, akivel Los Angeles Los Feliz negyedében élt együtt. Korábban a londoni Sohóban élt. 2022 óta áll párkapcsolatban a lengyel Michal Szymanski-val.

## Filmográfia

### Film
| Év   | Magyar cím                               | Eredeti cím                                  | Szerep                  | Magyar hang        |
| ---- | ---------------------------------------- | -------------------------------------------- | ----------------------- | ------------------ |
| 2000 |                                          | Pandaemonium                                 | Emma Southey            |                    |
| 2006 | Egy botrány részletei                    | Notes on a Scandal                           | Polly Hart              | Berkes Boglárka    |
| 2007 | Vágy és vezeklés                         | Atonement                                    | Lola Quincey            | Czető Zsanett      |
| 2007 | St. Trinian’s – Nem apácazárda           | St Trinian's                                 | Celia                   |                    |
| 2008 | A másik Boleyn lány                      | The Other Boleyn Girl                        | Jane Boleyn             |                    |
| 2008 | Vadócka                                  | Wild Child                                   | Drippy                  | Lamboni Anna       |
| 2009 | A kezdet kezdete                         | Year One                                     | Eema                    |                    |
| 2009 | Merülések                                | Cracks                                       | Di Radfield             | Csifó Dorina       |
| 2009 |                                          | Mr. Nobody                                   | Anna 15 évesen          |                    |
| 2009 | A Dicső 39                               | Glorious 39                                  | Celia                   | Földes Eszter      |
| 2009 | St. Trinians – A Fritton arany legendája | St Trinian's 2: The Legend of Fritton's Gold | Celia                   | Hermann Lilla      |
| 2010 | Greenberg                                | Greenberg                                    | Muriel                  | Bogdányi Titanilla |
| 2010 |                                          | Swerve (rövidfilm)                           | Missy                   |                    |
| 2010 |                                          | Bastard (rövidfilm)                          | lány                    |                    |
| 2010 | Nagy badabumm                            | Kaboom                                       | London                  |                    |
| 2010 |                                          | Dirty Girl                                   | Danielle Edmondston     |                    |
| 2011 |                                          | Henry (rövidfilm)                            | bébiszitter             |                    |
| 2011 | Kismadarak                               | Little Birds                                 | Lily Hobart             | Molnár Ilona       |
| 2011 | A három testőr                           | The Three Musketeers                         | Anna királyné           | Stefanovics Angéla |
| 2012 | A sötét lovag – Felemelkedés             | The Dark Knight Rises                        | Jen                     | Gulás Fanni        |
| 2012 | Dollár, kanna, szerelem                  | The Brass Teapot                             | Alice                   | Földes Eszter      |
| 2012 | Gyilkos Joe                              | Killer Joe                                   | Dottie Smith            | Földes Eszter      |
| 2012 | Szoba kilátások nélkül                   | Small Apartments                             | Simone                  | Urbán-Szabó Fanni  |
| 2012 |                                          | Jack & Diane                                 | Diane / Karen           |                    |
| 2013 | Délután is jó!                           | Afternoon Delight                            | McKenna                 |                    |
| 2013 | Rémálom-sziget                           | Magic Magic                                  | Alicia                  | Szabó Zselyke      |
| 2013 |                                          | Lovelace                                     | Patsy                   |                    |
| 2013 | Szarvak                                  | Horns                                        | Merrin Williams         |                    |
| 2014 | Demóna                                   | Maleficent                                   | Csivitér (Thistlewit)   | Sallai Nóra        |
| 2014 | Sin City: Ölni tudnál érte               | Sin City: A Dame to Kill For                 | Sally                   | Vágó Bernadett     |
| 2015 | Jelzőfény                                | Safelight                                    | Vicki                   |                    |
| 2015 | Lehull az éj                             | Meadowland                                   | Mackenzie               |                    |
| 2015 | Távol a világ zajától                    | Far from the Madding Crowd                   | Fanny Robin             | Gáspár Kata        |
| 2015 | Egyszer Len                              | Len and Company                              | Zoe                     | Andrusko Marcella  |
| 2015 | Fekete mise                              | Black Mass                                   | Deborah Hussey          | Csifó Dorina       |
| 2016 |                                          | Away                                         | Ria                     |                    |
| 2017 |                                          | The Most Hated Woman in America              | Robin Murray O'Hair     |                    |
| 2017 | Fülledt nyár                             | One Percent More Humid                       | Iris                    | Gáspár Kata        |
| 2017 | Wonder Wheel – Az óriáskerék             | Wonder Wheel                                 | Carolina                | Andrusko Marcella  |
| 2018 | Tébolyult                                | Unsane                                       | Violet                  |                    |
| 2018 | Színlelők                                | The Pretenders                               | Victoria                | Csuha Borbála      |
| 2019 |                                          | Lost Transmissions                           | Hannah                  |                    |
| 2019 | Demóna: A sötétség úrnője                | Maleficent: Mistress of Evil                 | Csivitér (Thistlewit)   | Sallai Nóra        |
| 2021 |                                          | Palmer                                       | Shelly                  |                    |
| 2024 | Venom – Az utolsó menet                  | Venom: The Last Dance                        | Dr. Teddy Payne / Agony | Ágoston Katalin    |

### Televízió
| Év        | Magyar cím                    | Eredeti cím                        | Szerep                           | Megjegyzések           |
| --------- | ----------------------------- | ---------------------------------- | -------------------------------- | ---------------------- |
| 2014–2016 | Tömény történelem             | Drunk History                      | Sybil Ludington / Marilyn Monroe | 2 epizód               |
| 2016      | Bakelit                       | Vinyl                              | Jamie Vine                       | főszereplő (10 epizód) |
| 2017      |                               | Philip K. Dick's Electric Dreams   | Emily                            | 1 epizód               |
| 2018–2019 | Aljas John                    | Dirty John                         | Veronica Newell                  | főszereplő (7 epizód)  |
| 2020      |                               | Little Birds                       | Lucy Savage                      | főszereplő (6 epizód)  |
| 2020–2023 | Ted Lasso                     | Ted Lasso                          | Keeley Jones                     | főszereplő             |
| 2021–2022 | Farkassrác és a Mindenséggyár | Wolfboy and the Everything Factory | Nyx (hangja)                     | 7 epizód               |
| 2022      | Az ajánlat                    | The Offer                          | Bettye McCartt                   | minisorozat            |
| 2023–2024 | Fargo                         | Fargo                              | Dorothy "Dot" Lyon / Nadine Bump | főszereplő (5. évad)   |

## Fordítás
- Ez a szócikk részben vagy egészben  a   Juno Temple című angol Wikipédia-szócikk ezen változatának fordításán alapul.  Az eredeti cikk szerkesztőit annak laptörténete sorolja fel. Ez a jelzés csupán a megfogalmazás eredetét és a szerzői jogokat jelzi, nem szolgál a cikkben szereplő információk forrásmegjelöléseként.